# Parc naturel régional de France
Pour les articles homonymes, voir PNR et Parc naturel régional.
En France, un parc naturel régional (PNR) est un territoire « rural et habité » dont les habitants ont choisi volontairement un mode de développement fondé sur la mise en valeur et la protection de patrimoines naturels et culturels considérés comme riches et fragiles. Les PNR sont chargés de cinq missions :
- développement économique et social ;
- protection du patrimoine naturel, historique et culturel, et du paysage ;
- participation à un aménagement fin des territoires, notamment en participant à la cohérence de l'urbanisation ;
- accueillir, informer et éduquer le public aux enjeux environnementaux et culturels ;
- expérimenter de nouvelles formes d'action publique et d'action collective.

Initialement conçus comme un dispositif d'aménagement du territoire, les PNR sont progressivement devenus des aires protégées (catégorie V de l'UICN), en gagnant des prérogatives d'ordre réglementaire. Les mesures de protection de la faune et de la flore, des eaux et des sols, des forêts et des paysages s'appliquant dans les PNR sont celles qui existent dans la réglementation courante (les agents techniques des PNR ne disposent pas de la compétence de police environnementale).
La procédure de classement et les modalités de gestion des PNR sont décrites aux L333-1 à L333-4 du code de l'environnement.
En 2021, ils sont au nombre de 58, couvrent 17,2 % de la superficie de la France et concernent environ 6,5 % de la population. Le nombre de parcs naturels régionaux croît de façon régulière, à raison d'un peu plus d'un par an. Chaque PNR cherche, par ailleurs à s'agrandir à de nouvelles communes, à chaque renouvellement de sa charte.

## Historique
L'aventure des parcs commence dans les années 1960 au sein de la Délégation interministérielle à l'aménagement du territoire et à l'attractivité régionale (DATAR). À l'époque, cette nouvelle structure interministérielle regroupe agriculteurs, aménageurs, ingénieurs, environnementalistes pour inventer une nouvelle forme d'aménagement du territoire et trouver ainsi une alternative, aux parcs nationaux, créés en 1963 et réservés à des espaces non habités. C'est Henri Beaugé-Bérubé qui est chargé du projet.
Après un voyage aux Pays-Bas, en Belgique et en Allemagne pour étudier le concept de près, l'équipe de la DATAR organise les journées de Lurs, en Provence, en 1966. Ce remue-méninges géant regroupe sociologues, architectes, urbanistes, techniciens, ingénieurs, hommes d'État, agriculteurs, forestiers, acteurs, artistes, etc.. Puis, le 15 février 1967, une caravane des apprentis chargés de mission de parcs prend le départ au pied de la tour Eiffel, pour seize pays, cent mille kilomètres, avec la mission de s'intéresser à tout. À leur retour, ils sont envoyés dans les premiers projets de parcs (Landes de Gascogne, Morvan, Lorraine, Armorique, Vercors, etc.).
Après ces réflexions, le général de Gaulle a finalement signé, le 1er mars 1967, le décret qui crée officiellement le statut de « Parc naturel régional ». Le premier de ses huit articles indique « qu'un territoire peut être classé en « Parc naturel régional » lorsqu'il présente un intérêt particulier, par la qualité de son patrimoine naturel et culturel, pour la détente et le repos des hommes et le tourisme et qu'il importe de le protéger ». La circulaire du 1er juillet 1967 est venu préciser les modalités de création de ces nouveaux « PNR » : l'initiative de leur création appartient aux communes, communautés de commune ou département mais c'est l'État qui en défini la politique générale.
Le premier parc naturel régional est créé en 1968, sous le nom de Saint Amand-Raimes, aujourd'hui nommé Scarpe-Escaut.

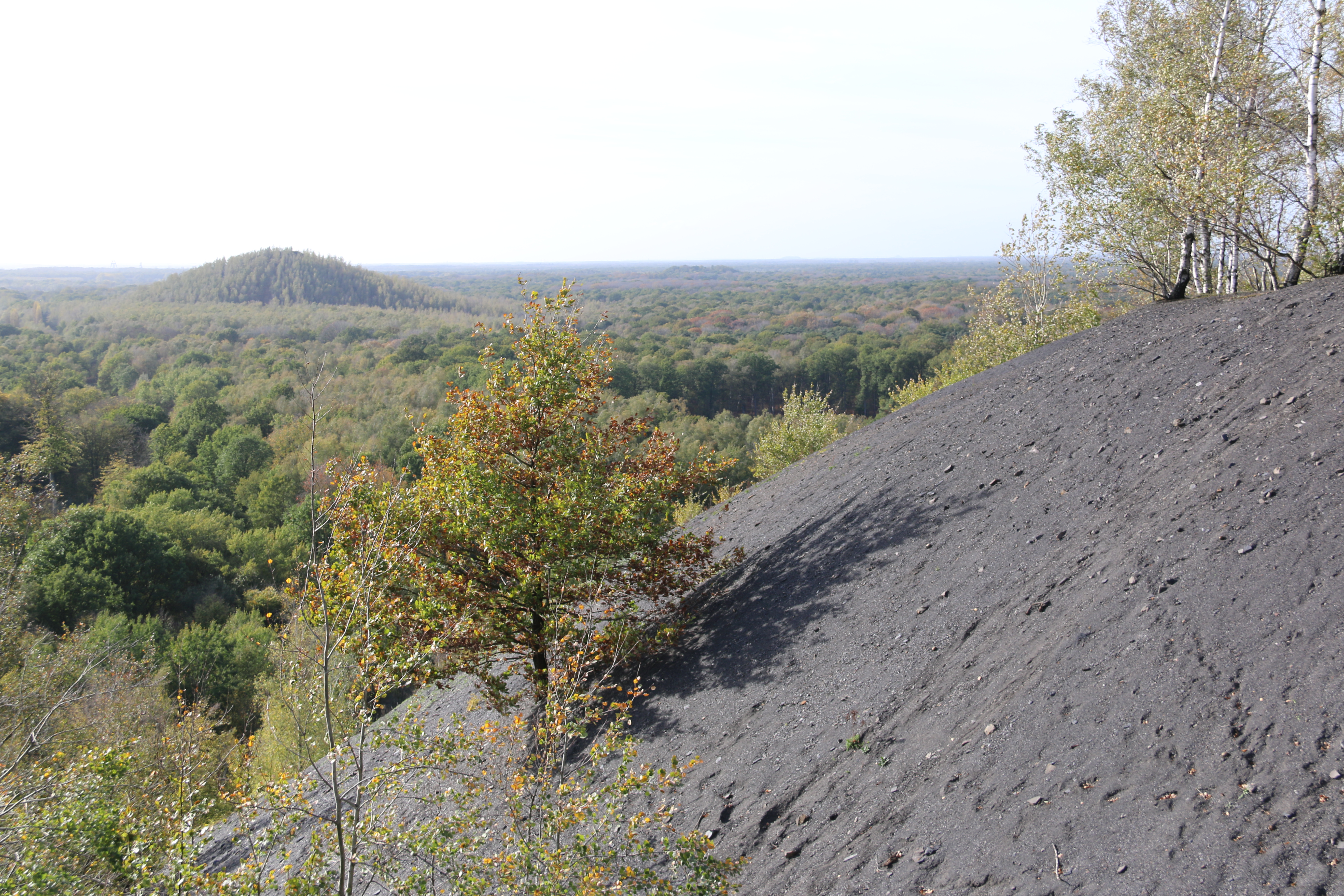
Forêt de Raismes-Saint-Amand-Wallers (Parc naturel régional Scarpe-Escaut).

En 1971, les parcs naturels régionaux quittent les attributions de la DATAR et passent sous la responsabilité du ministère de l'Environnement tout récemment créé. Le décret n°75-983 du 24 octobre 1975 confie la proposition des nouveaux PNR et la rédaction de la charte aux Régions (qui ne sont pas encore des collectivités territoriales).
La première étape de l'acquisition de compétences réglementaires a eu lieu le 12 octobre 1977, quand un décret d'application de la Loi sur la protection de la nature de 1976, qui met en place une procédure d'étude d'impact pour les travaux et documents d'urbanisme, prévoit qu'un avis du président du parc naturel régional soit requis dans les cas où des travaux ont lieu dans le territoire d'un PNR.

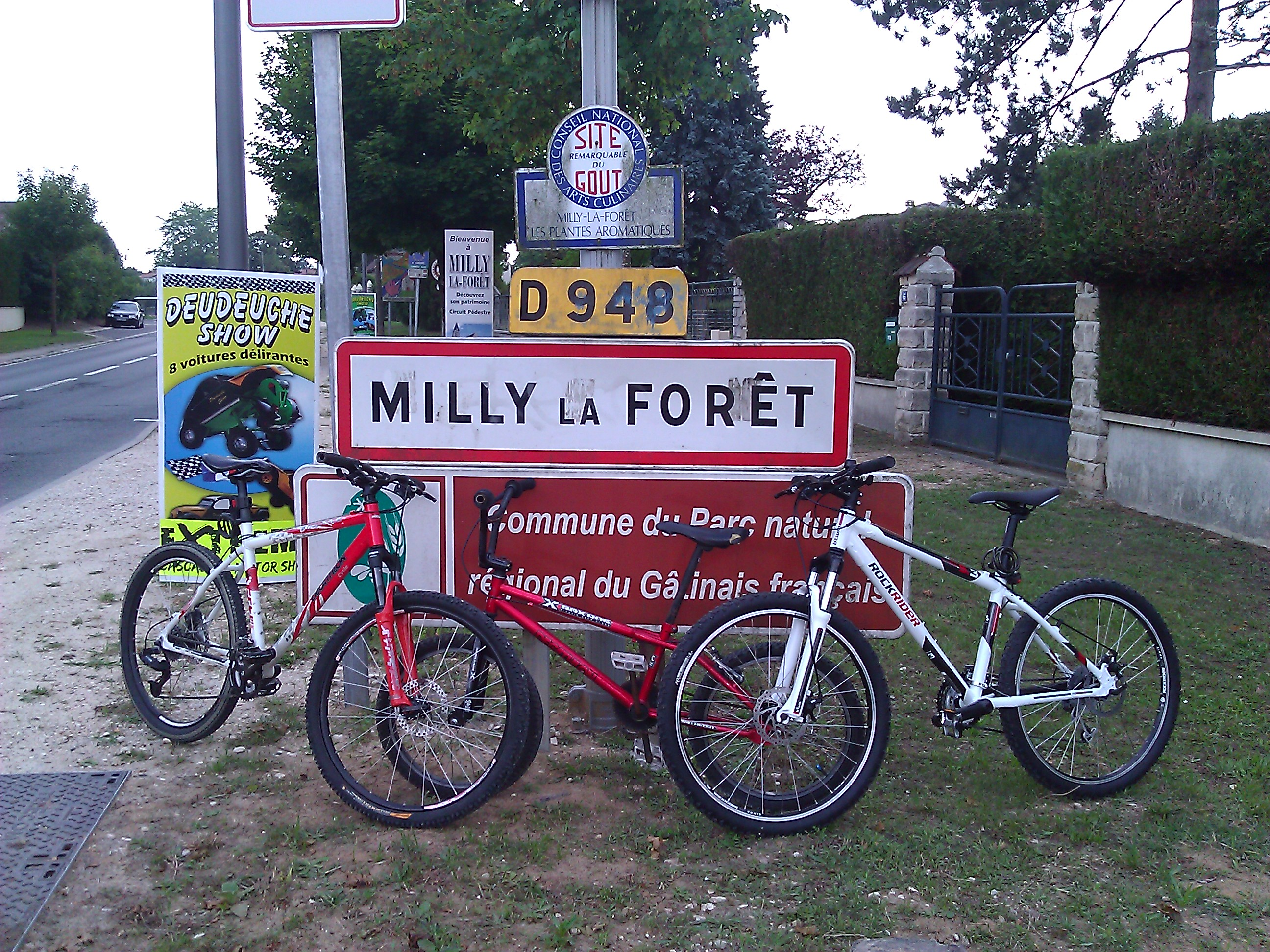
Panneau d'entrée d'agglomération, vélos et publicité illégale à Milly-la-Forêt, PNR du Gâtinais français.

Deuxième étape en 1979, la Loi n° 79-1150 du 29 décembre 1979 relative à la publicité extérieure, aux enseignes et aux préenseignes prévoit l'interdiction totale de la publicité dans les parcs naturels régionaux.
Le 25 avril 1988, le décret n°88-443 limite la durée de classement d'un PNR à dix ans. Le décret mentionne alors comme première mission la protection et la gestion du patrimoine, en particulier des milieux naturels, il mentionne déjà les autres missions des parcs que sont le développement économique et social et l'expérimentation.
La loi paysage du 8 janvier 1993 défini juridiquement les rapports entre les chartes des parcs et les documents d'urbanisme. Cette même loi formalise les cinq missions des parcs, telles qu'elles sont encore rédigées actuellement.
Depuis le 1er septembre 1994 la création d'un PNR se fait par décret, auparavant ils ont pu être classés par arrêté ou même par simple décision non publiée au Journal officiel de la République française. La forme de syndicat mixte devient obligatoire pour les organismes gestionnaires des PNR à partir de la Loi Barnier du 2 février 1995, c'était la forme juridique choisie dans la plupart des cas.
Toujours dans le mouvement vers l'augmentation des pouvoirs réglementaires des PNR, la loi réglementant la circulation des véhicules motorisés dans les espaces naturels du 3 janvier 1991, donne la possibilité aux chartes de réglementer la circulation de véhicules sur l'ensemble des voies et chemins des communes comprises dans leur périmètre. Cependant aucun PNR n'a utilisé cette possibilité jusqu'en 2016, année à laquelle la loi Biodiversité rend obligatoire de prendre des orientations et mesures sur la circulation des véhicules à moteur dans les chartes.
Par une décision du 31 juillet 1997, la cour d'appel de Rennes a reconnu la possibilité, pour un PNR, de se constituer partie civile, en l’occurrence pour une infraction lie à la circulation de motards hors des voies prévues à cet effet ayant eu des conséquences négatives sur l'environnement. Cette jurisprudence est transcrite dans la loi en 2003. 
La durée de validité du classement, initialement prévu pour dix ans, a été portée à douze ans par la loi GIRAN de 2006, puis quinze ans par la loi Biodiversité de 2016.

## État des lieux

Localisation des PNR en 2021 (en vert).

En août 2025, la France comptait 59 parcs naturels régionaux (57 en France métropolitaine, 1 en Guyane et 1 en Martinique), les dernières créations de parcs étant : PNR Médoc (2019), Mont Ventoux (2020), Baie de Somme Picardie maritime (2020), Doubs-horloger (2021), Corbières-Fenouillèdes (2021) et Vallée de la Rance-Côte d'Émeraude (2024).
En 2017, les PNR étaient 53, ils représentaient près de 16 % du territoire français, 15 régions, 75 départements, 4 379 communes, plus de 8,7 millions d’hectares et près de 4 millions d’habitants.
Répartis sur l'ensemble du territoire métropolitain et d'Outre-Mer, les PNR englobent des paysages variés : on y trouve à la fois les Volcans d'Auvergne, la Camargue, le massif du Queyras, la Brière, des zones de bocage, de terrasses, des paysages de montagne comme de grandes cultures, etc.

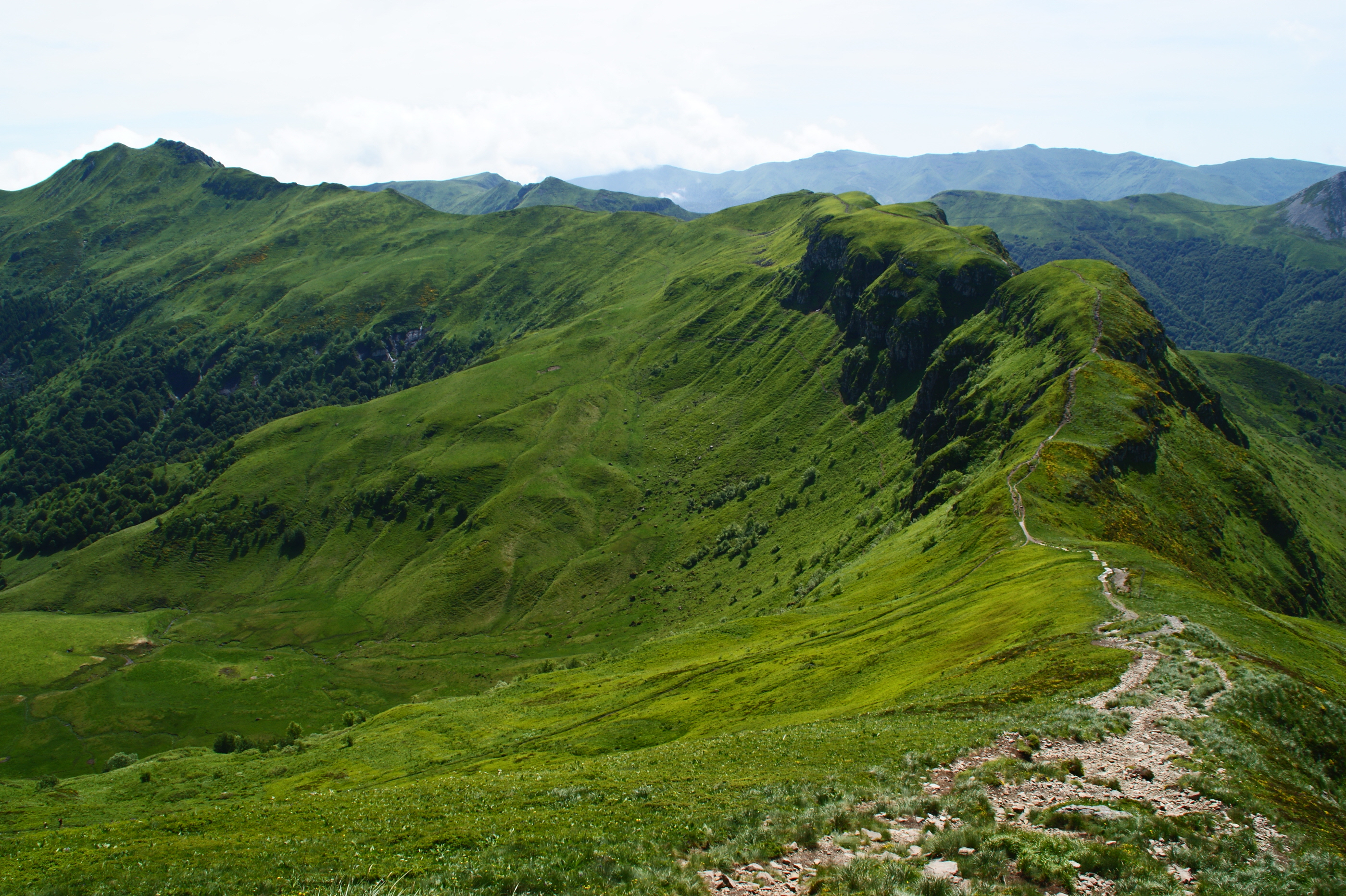
Le plus grand parc naturel régional est, en 2024, celui des Volcans d'Auvergne, avec 3897 Km2, il pourrait contenir 8 fois le plus petit, celui de Scarpe-Escaut.

La surface totale des PNR est constituée à 37 % de forêts (26 % en France métropolitaine), à 40 % de surfaces agricoles (la moitié de cette surface étant constituée de pâturages) et à 1,9 % de zones construites. On note cependant des variations importantes suivant les régions.
La densité de population des PNR est en moyenne de 41 habitants au km2. Là aussi, des disparités existent : 1,5 hab/km2 pour le parc naturel régional de Guyane, 360 hab/km2 pour le parc naturel régional Scarpe-Escaut.
Certains parcs sont situés sur un seul département tandis que d'autres sont à cheval sur plusieurs départements et parfois même plusieurs régions.

## Création
Les parcs naturels régionaux peuvent être interdépartementaux et interrégionaux, ils ne suivent pas toujours les contours intercommunaux et les communes concernées peuvent l'être sur une partie seulement de leur périmètre.

### Critères de classement
Peuvent prétendre au classement en PNR des territoires dont l’intérêt du patrimoine naturel et culturel, pour la détente et le repos des hommes et le tourisme, est remarquable et comporte suffisamment d’éléments reconnus au niveau national et/ou international :

« Peut être classé « parc naturel régional » un territoire à dominante rurale dont les paysages, les milieux naturels et le patrimoine culturel sont de grande qualité, mais dont l’équilibre est fragile. »

De fait les territoires concernés par les PNR sont généralement menacés par la désertification, ou à l'inverse, par la pression urbaine d'une grande agglomération proche.
Patrimoine du territoire :
- unicité de la qualité du patrimoine pour la région concernée ;
- reconnaissance au niveau national et/ou international ;
- périmètre en accord avec l’identité du territoire.

Projet :
- orientations et mesures envisagées pour répondre au diagnostic et aux enjeux du territoire ;
- liens entre partenaires locaux (élus, agriculteurs, entreprises, associations de protection de la nature, culturelles, d’habitants, administrations, etc.).

Conduite du projet :
- adhésion des collectivités (communes, régions, départements, etc.) ;
- moyens humains et financiers à la hauteur du projet ;
- partenariats et concertation formalisés (conventions, accords, contrats d’objectifs, etc.).

### Procédure de création
Ce sont, en théorie, les acteurs locaux qui sont à l'initiative des projets de parcs naturels régionaux. Le processus de classement nécessite plusieurs aller-retour entre les différentes collectivités territoriales et l'État. Les étapes formelles de la procédures sont détaillées ci-après :
La première étape officielle, l'engagement, se fait par une délibération du conseil régional. Celui-ci détermine le périmètre d'étude et confie l'élaboration d'une charte à un organisme local (groupement de collectivités ou association). Le préfet de région concerné doit émettre un avis motivé, qui peut demander à la région de modifier le périmètre d'étude, entre autres, pour ce faire, il consulte le Conseil national de la protection de la nature et la Fédération des parcs naturels régionaux.
L'élaboration de la charte dure généralement entre cinq et dix ans, selon l'ATEN, en 2013, durant lesquels plusieurs avis intermédiaires peuvent être demandés. Les délais ont cependant tendance à l'allonger avec le temps.
La validation définitive du projet se fait par un vote des communes concernées après une procédure d'enquête publique. Seules les communes adhérentes à la charte feront partie du PNR.
Enfin, le Premier ministre prononce le classement du territoire par un décret publié au Journal officiel, pour quinze ans.

### Renouvellement
Avant la fin de ce délai, une révision de la charte doit intervenir, sous la responsabilité de la ou des région(s) concernée(s). Elle(s) s'appuient pour ce faire sur la structure de gestion du parc. Cette démarche s'appuie sur le bilan et l'évaluation de l'action du parc pendant les dix, douze ou quinze années écoulées. La cour des comptes a salué à plusieurs reprises la culture de l'évaluation qui existe dans les PNR.
Une demande de renouvellement du classement est ensuite formulée par la ou les région(s) concernées, et peut être le moment de modifier le périmètre du PNR, en proposant à de nouvelle commune l'adhésion à la nouvelle charte.
Dans leur majorité, les parcs naturels régionaux, ne réussissent pas à renouveler leur charte dans les délai impartis pour que la nouvelle s'applique dès la caducité de la précédente.

## Gestionnaires et document de gestion

### Syndicat mixte ouvert
Un parc est géré par un syndicat mixte ouvert, c'est-à-dire rassemblant obligatoirement communes, EPCI et départements. Les syndicats mixtes des PNR pourraient théoriquement intégrer des associations, mais en 2024 les 58 parcs sont administrés par des organismes réunissant uniquement des élus. 
La loi du 8 août 2016 modifie l'article 333-3 du code de l'environnement et précise le rôle de ces syndicats mixtes.

### Agents
Les agents forment une équipe pluridisciplinaire, chargés de mettre en œuvre les actions prévues par la charte. En 2021, les PNR employaient environ 2 250 personnes, pour 58 parcs. Selon les chiffres de 2011, 40% de ces salariés appartenaient à la fonction publique territoriale.
Les agents des parcs travaillent souvent dans des « maisons du parc » qui jouent le rôle de boutiques de produits locaux, d'office de tourisme, et d'écomusées.

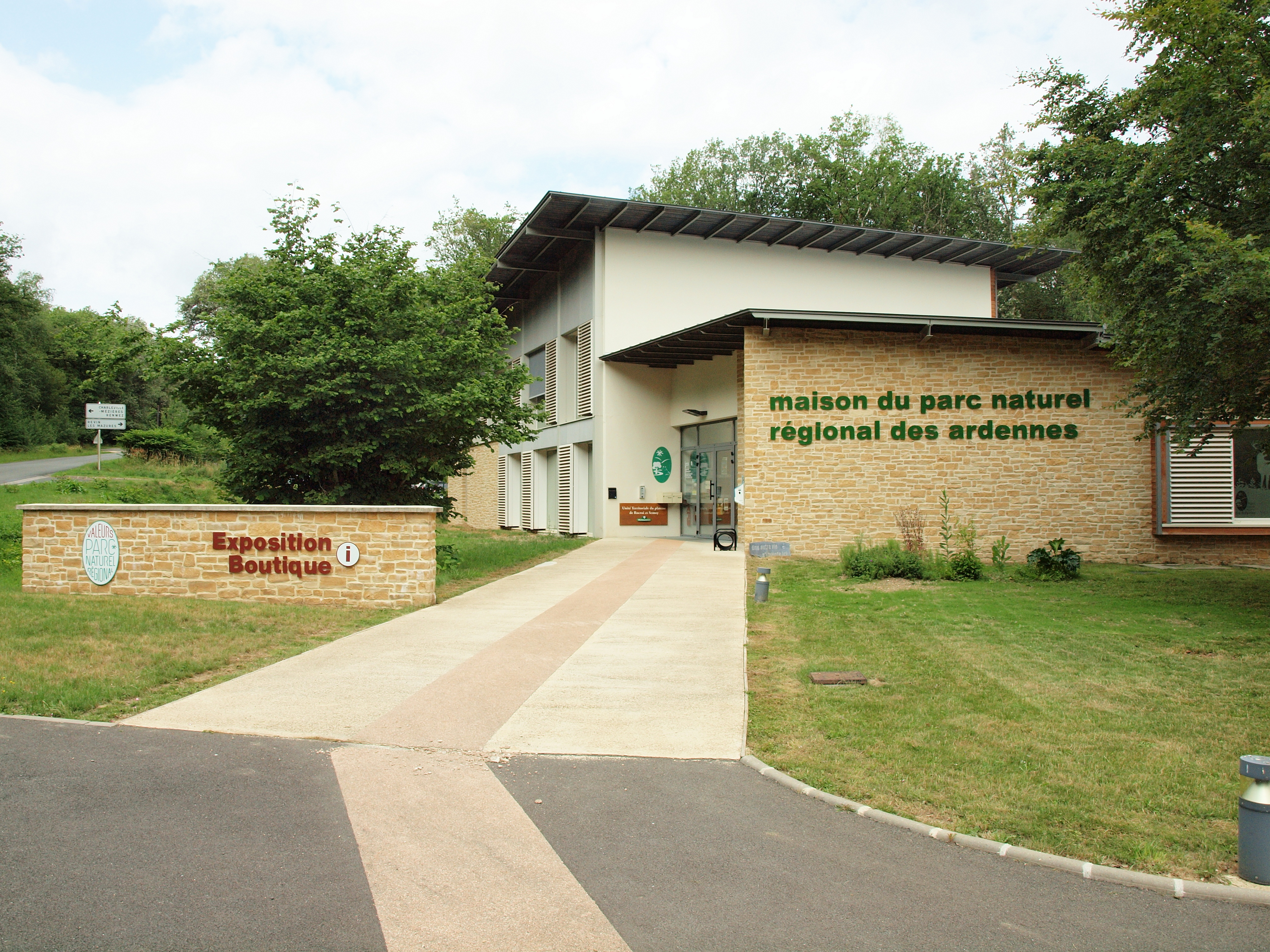
Ardennes
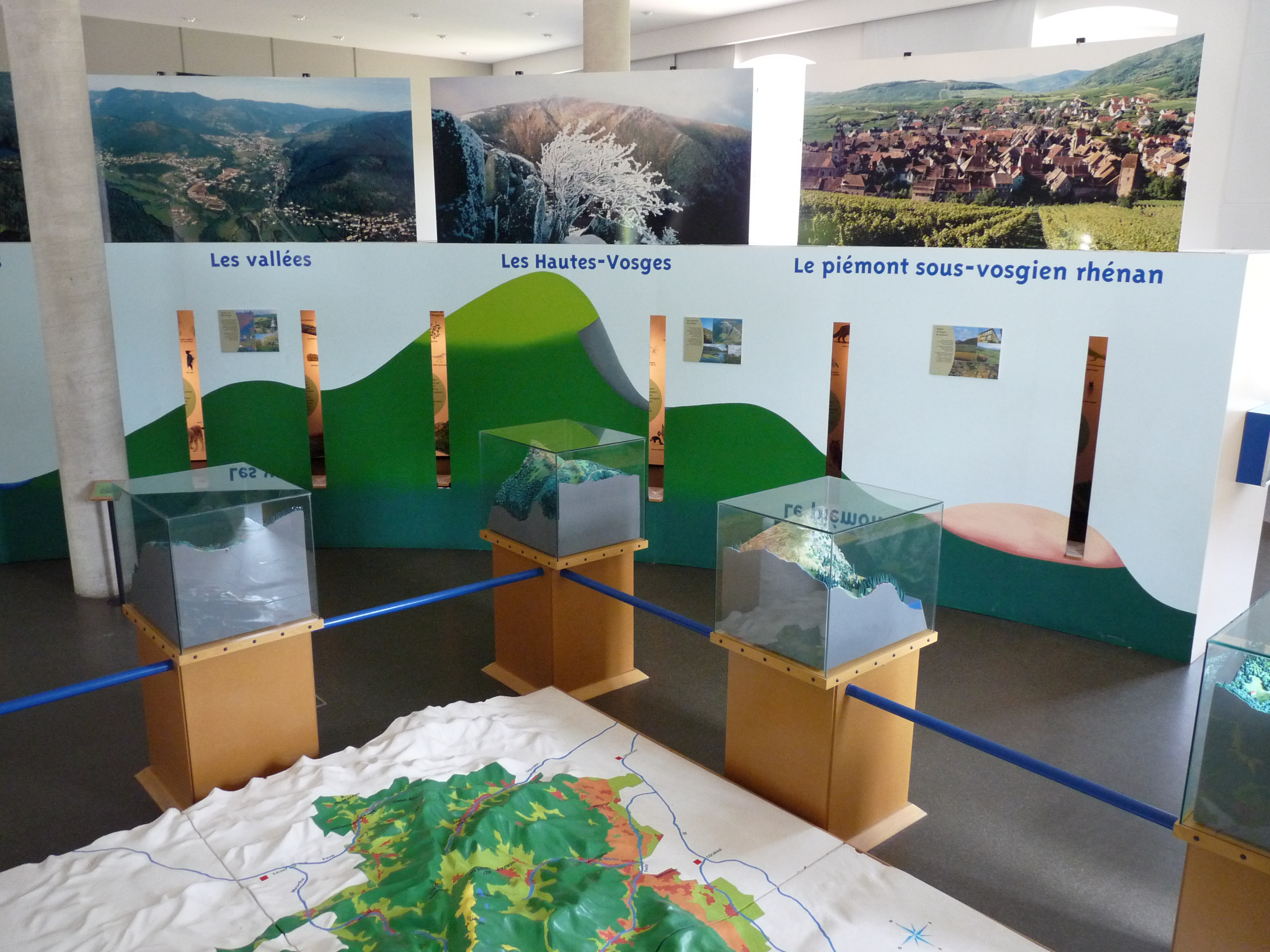
Ballons des Vosges
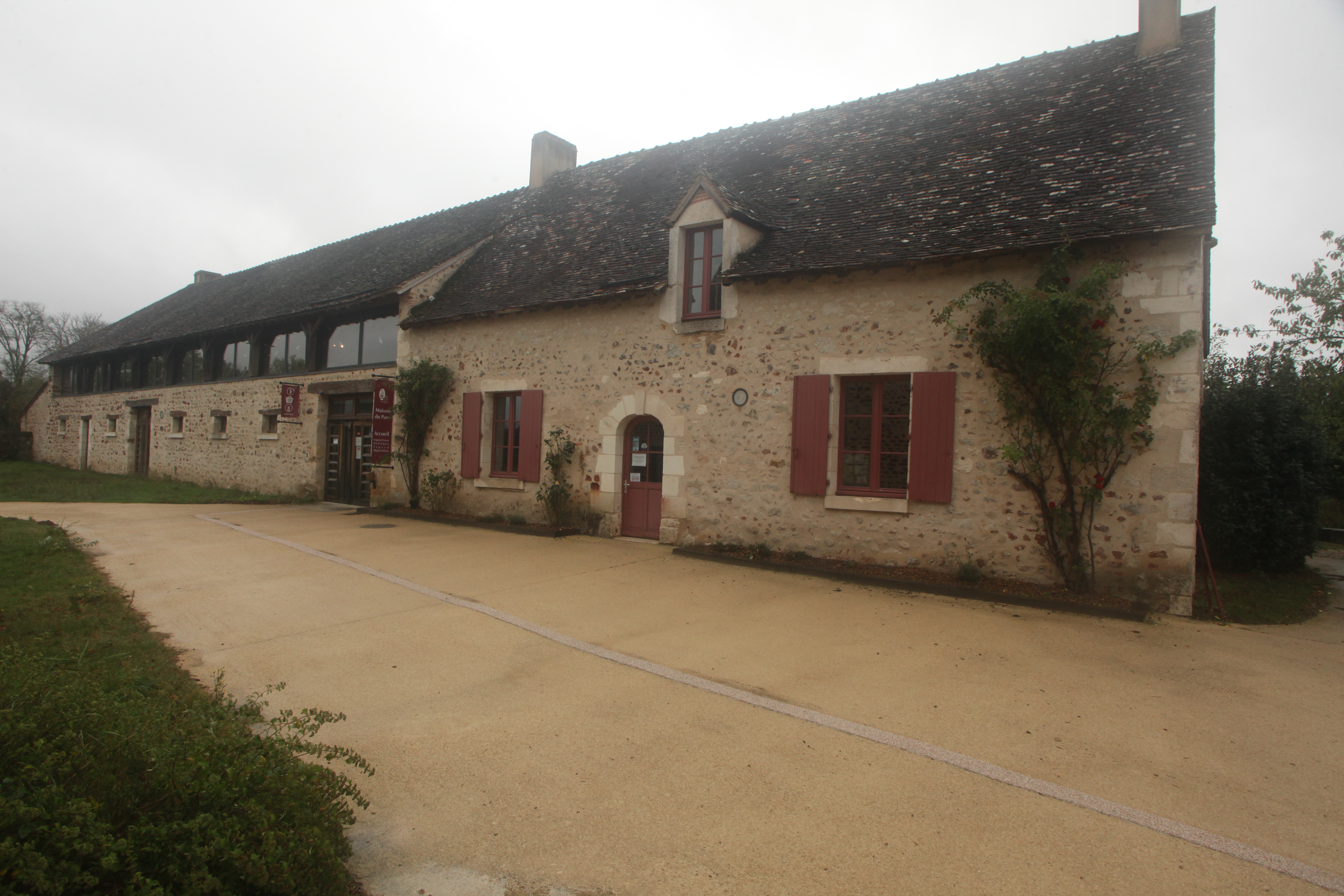
Brenne
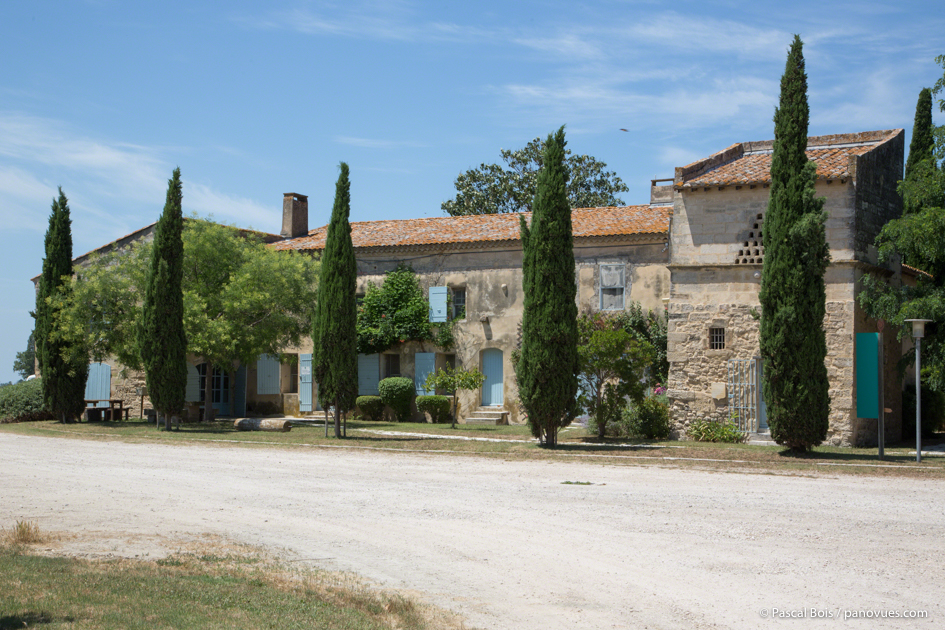
Camargue
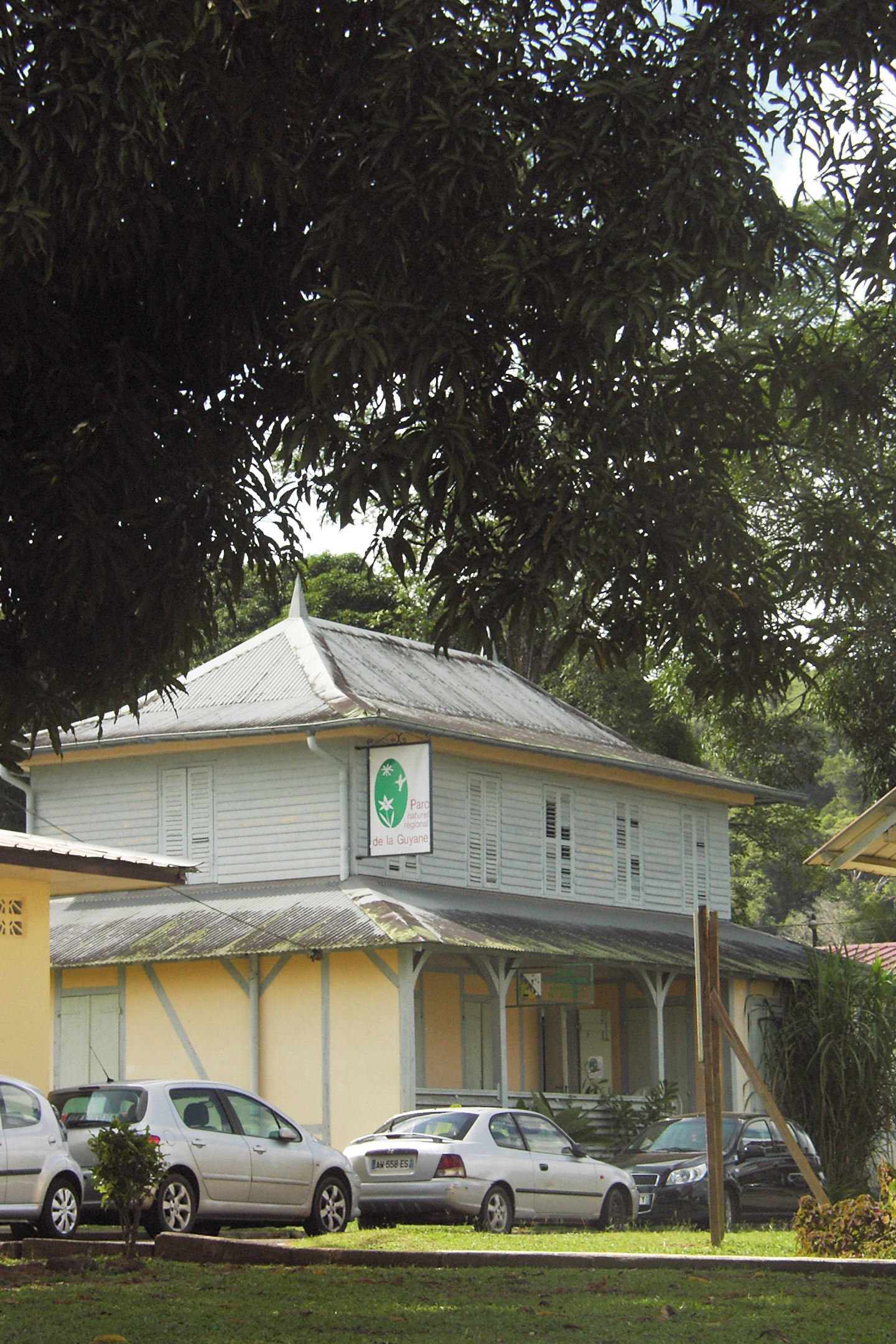
Guyane
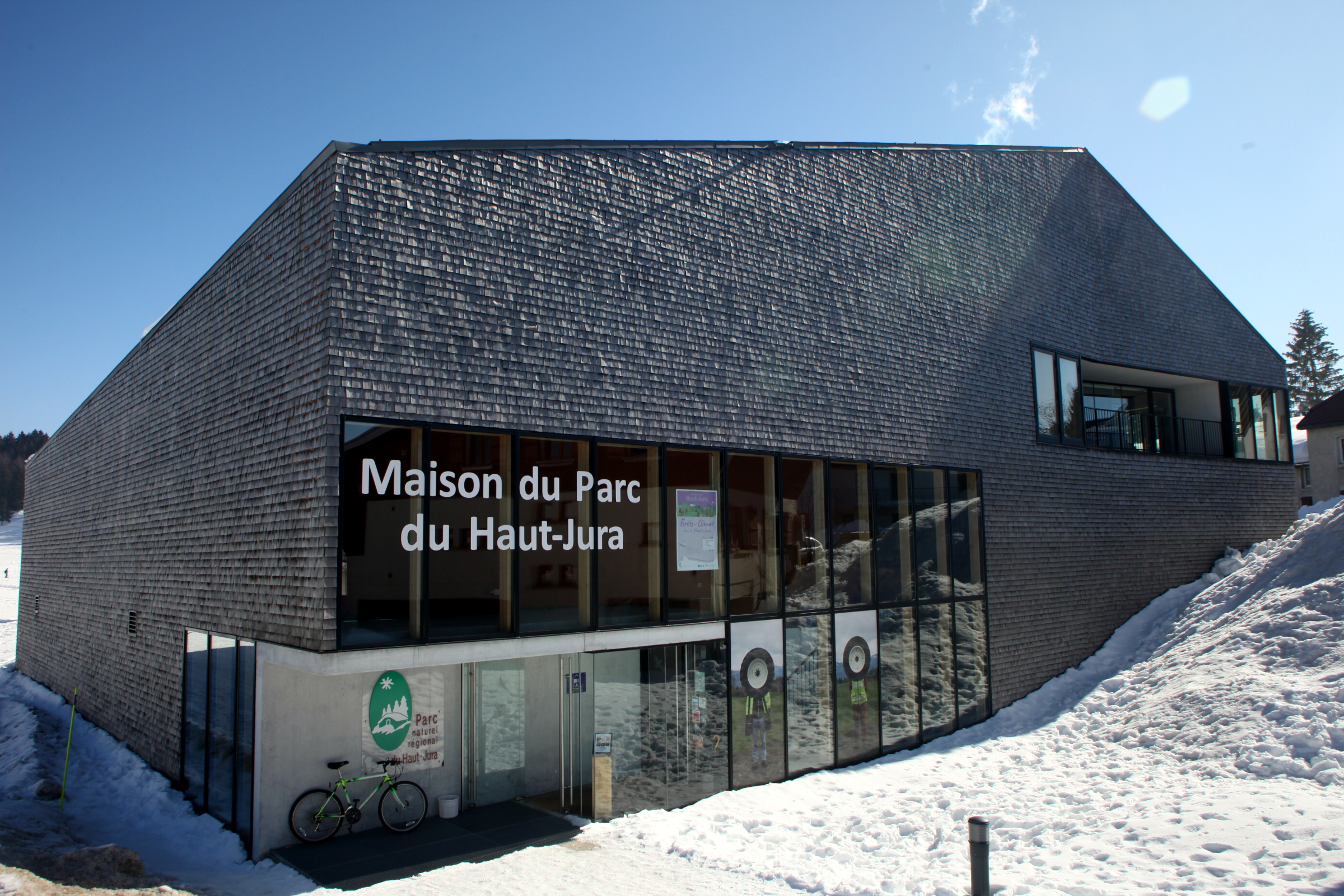
Haut-Jura
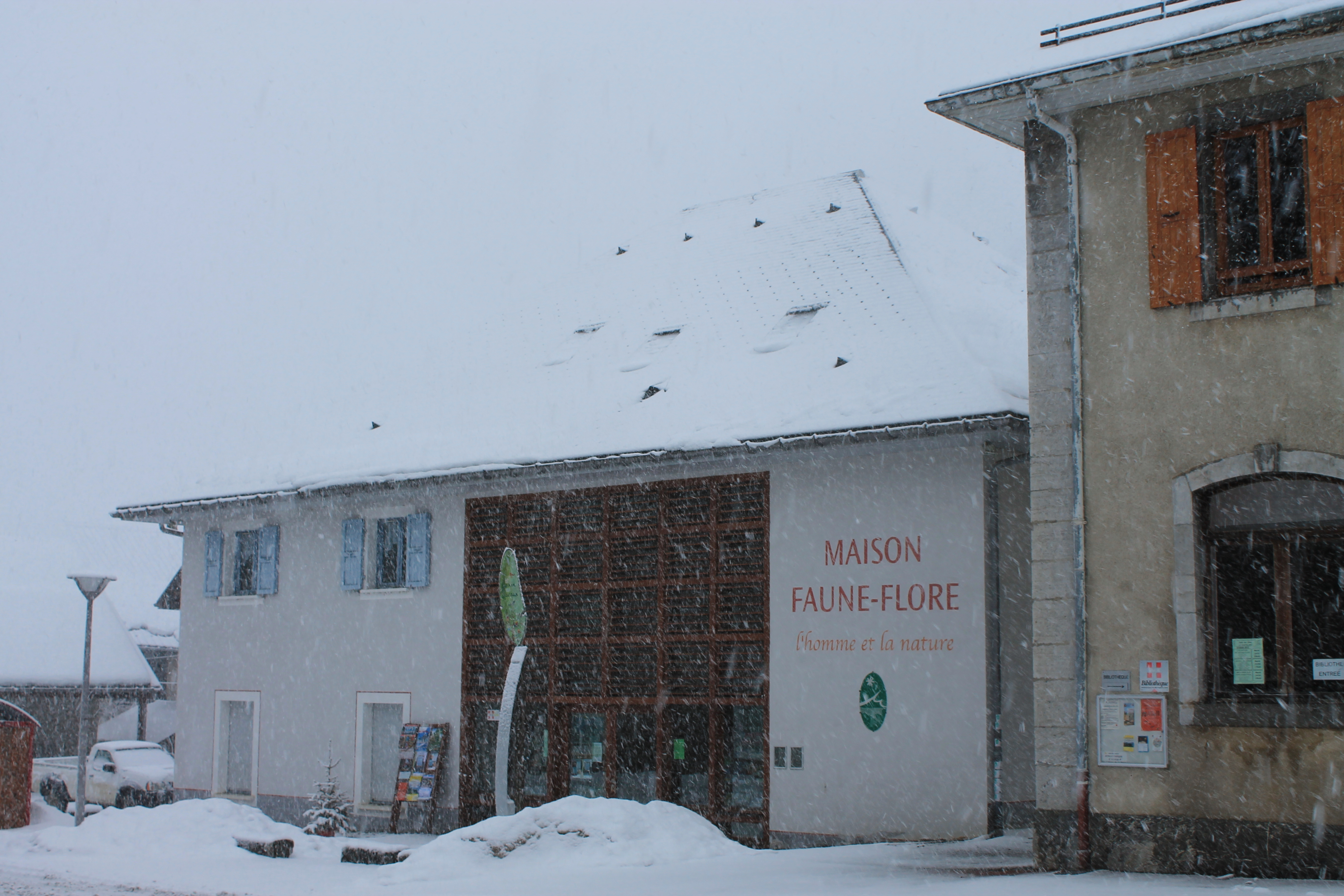
Massif des Bauges
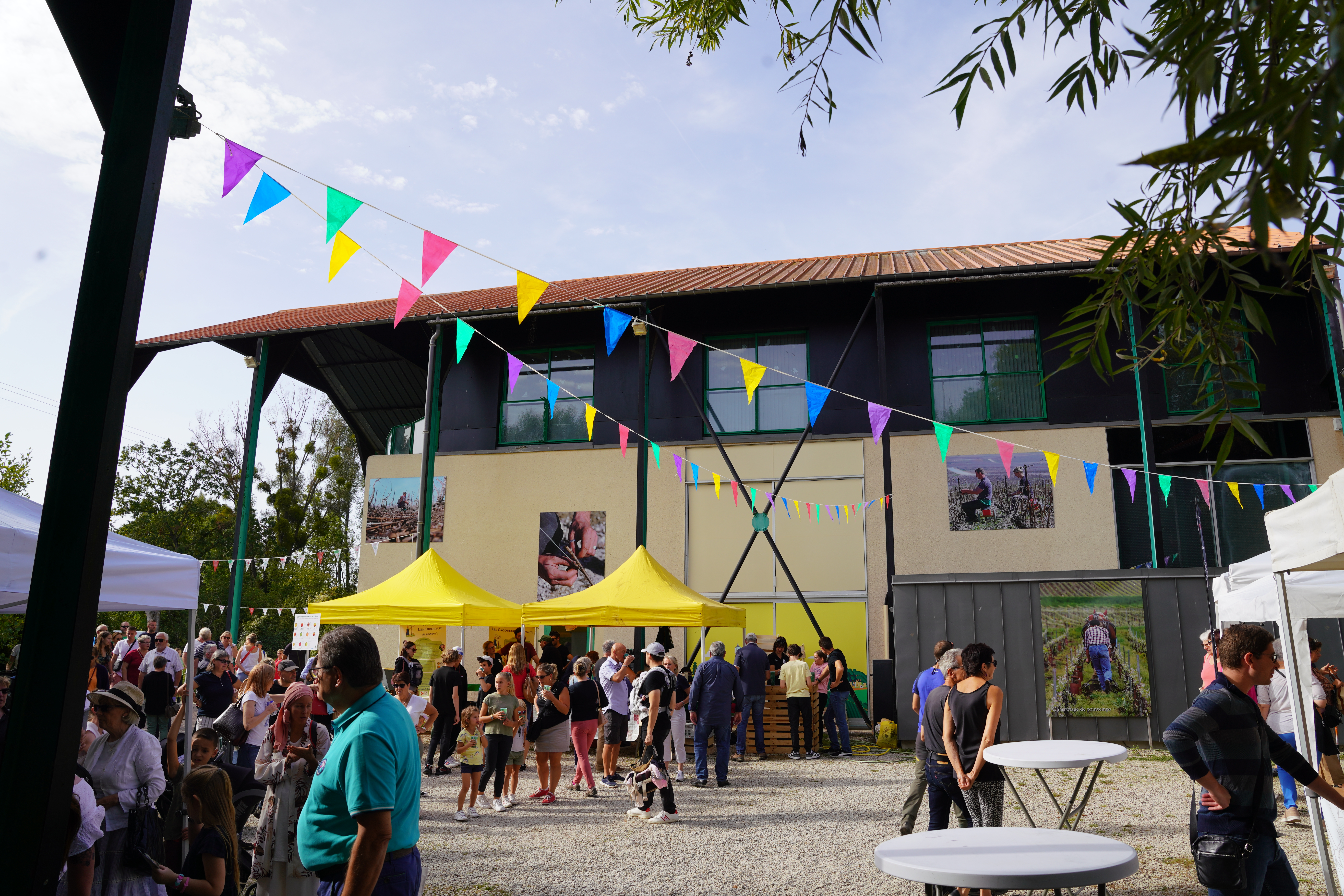
Montagne de Reims
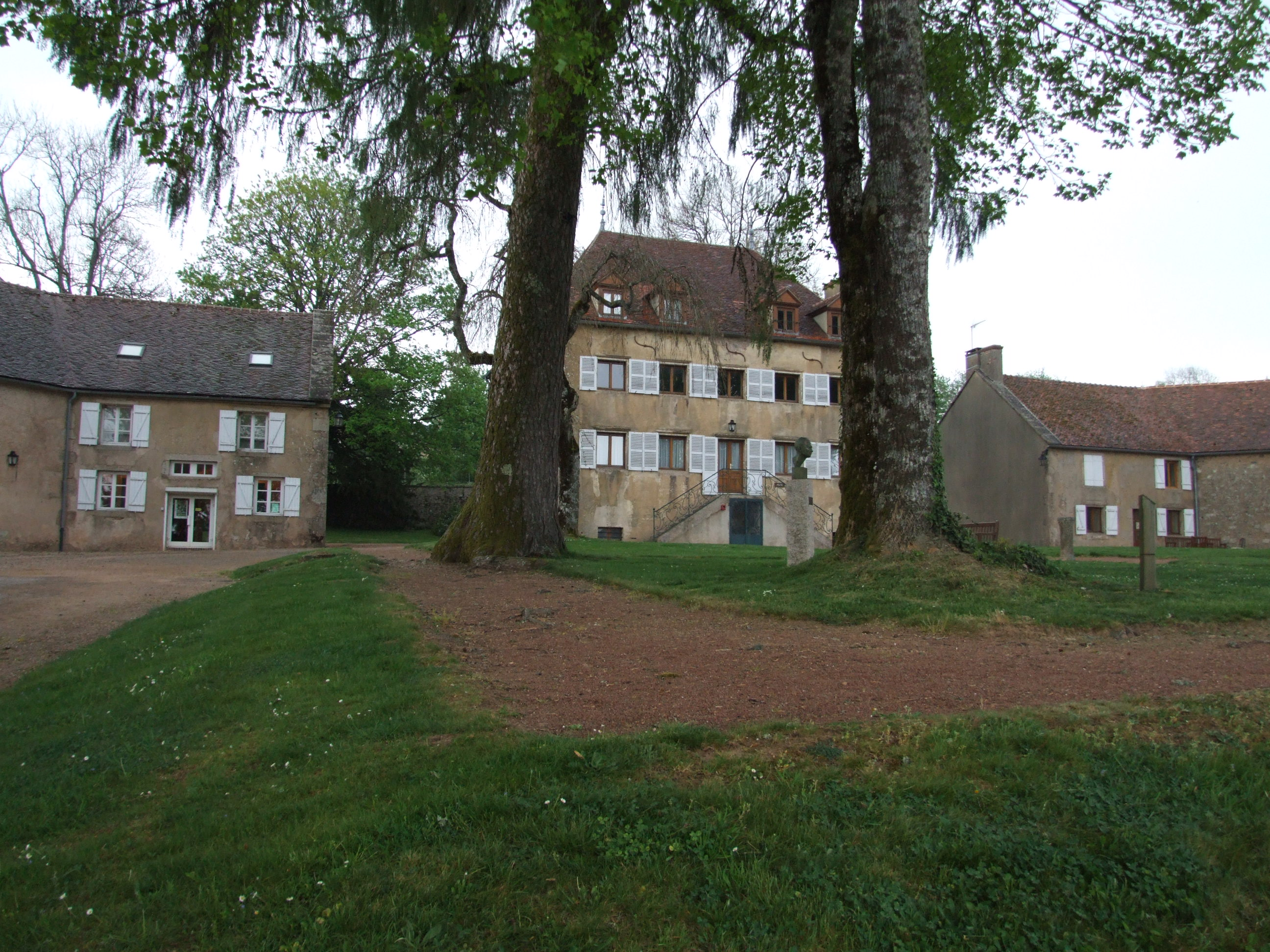
Morvan
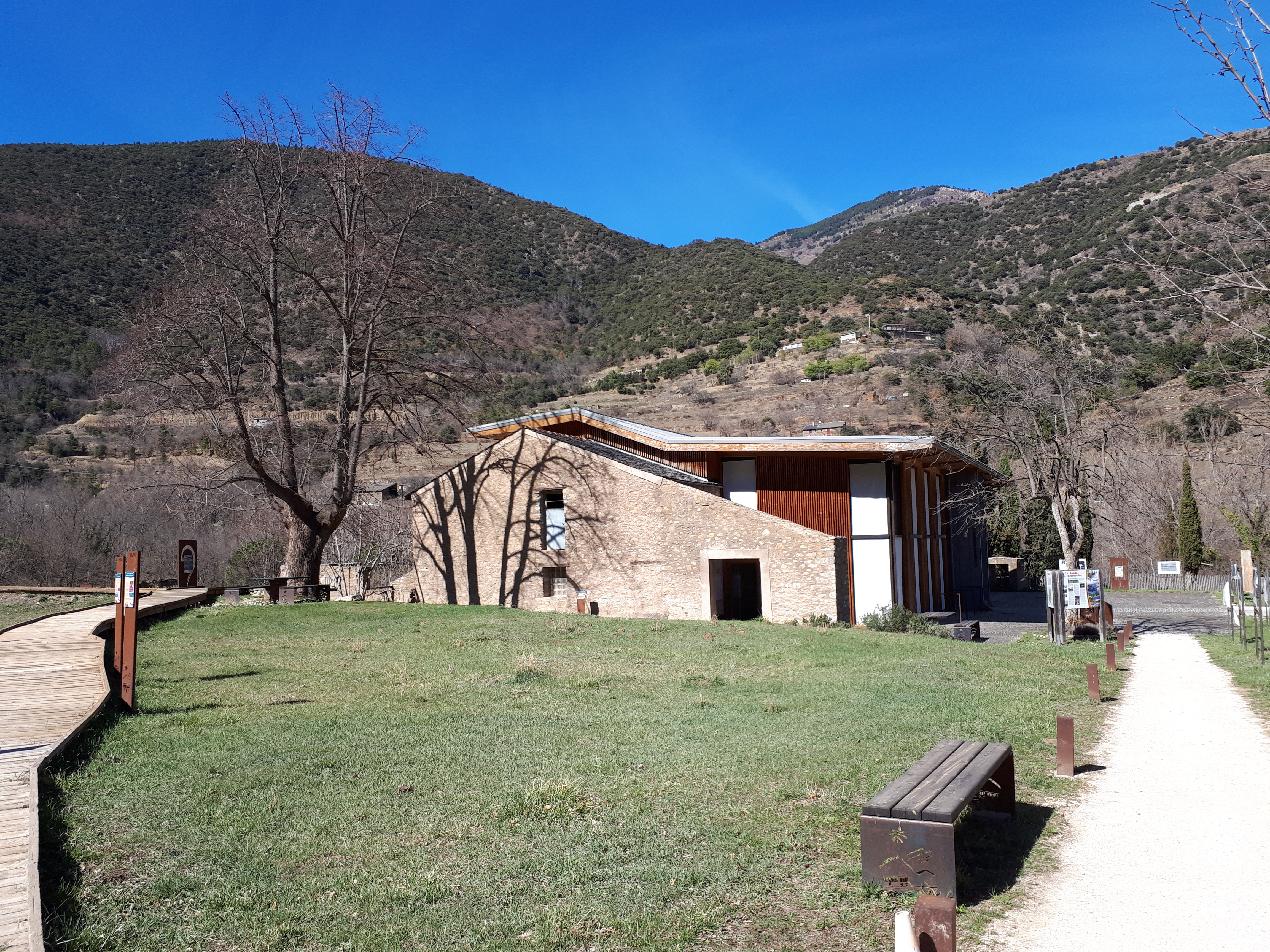
Pyrénées catalanes
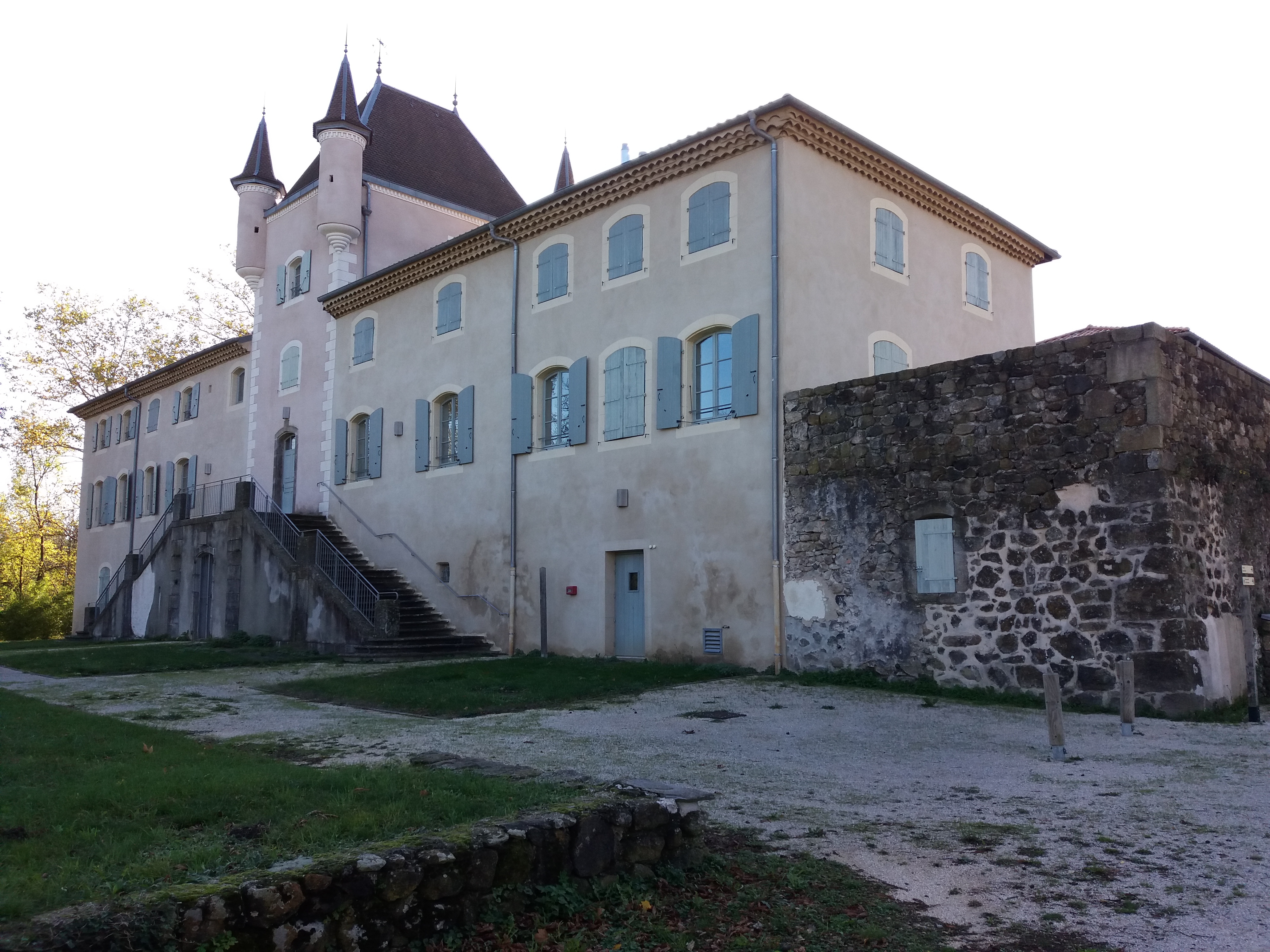
Monts d'Ardèche

### Conseil scientifique
En 2014, 36 parcs sur 48 avaient mis en place des conseils scientifiques, bien qu'il n'y ait pas d'obligation réglementaire.

### Concertation et implication citoyenne
Les populations locales sont consultées lors d'ateliers participatifs en phase de rédaction ou de renouvellement des chartes, puis parfois lors de commissions thématiques. Pour Dominique Julien-Labruyère, cofondateur du PNR de la Haute vallée de Chevreuse, cette implication n'est pas suffisante et les parcs devraient s'ouvrir à plus de participation citoyenne.

### Charte
Les chartes des PNR sont des documents, spécifiques à chaque parc, qui décrivent les objectifs des communes adhérentes, pour une durée de quinze ans, en matière de développement durable, de protection du patrimoine naturel et culturel et d'aménagement du territoire.
En urbanisme, les PLU et Schéma de cohérence territoriale doivent être compatibles avec les orientations et mesures des chartes des PNR (respectivement selon les L131-4 et L131-1 du code de l'urbanisme).
Les chartes ne sont pas directement opposables aux tiers et n'ont pas pour fonction d'autoriser ou d'interdire des activités.

## Cinq domaines d'actions
Le décret n° 94-765 du 1er septembre 1994 assigne cinq missions au parcs naturels régionaux, elles sont détaillées ci-après :

### Sauvegarde du patrimoine naturel et culturel et du paysage
Le parc s’attache à :

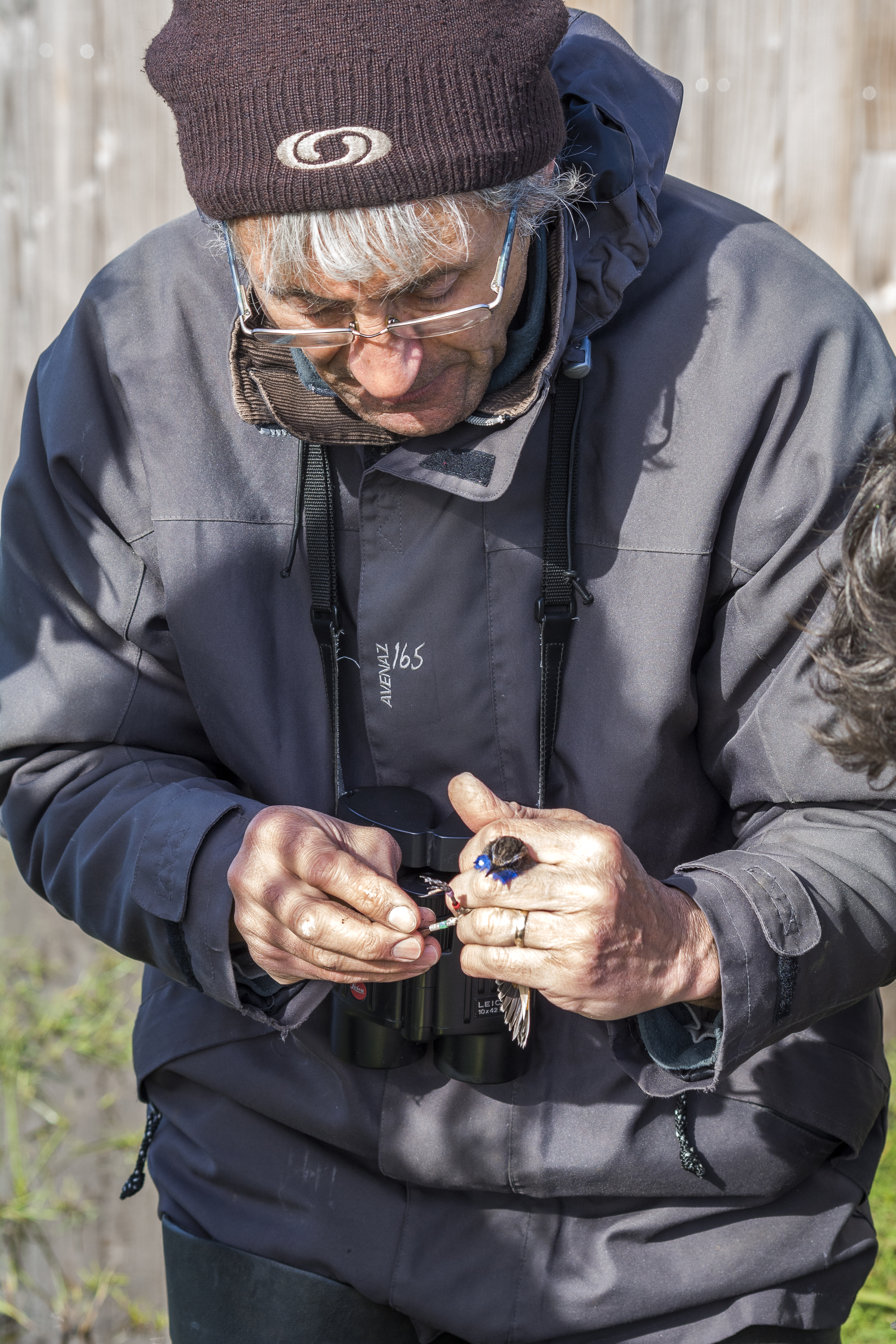
Les PNR assurent une mission de suivi de la biodiversité. Ici une opération de baguage de gorge-bleu à miroir en Brière.

- gérer de façon harmonieuse ses espaces ruraux ; à maintenir la diversité biologique de ses milieux ;
- préserver et valoriser ses ressources naturelles, ses paysages, ses sites remarquables ;
- mettre en valeur et dynamiser son patrimoine culturel ;
- les chartes des parcs doivent comprendre un volet sur la préservation des corridors écologiques[17] et plus généralement sur la trame verte et bleue[18].

### Aménagement du territoire
Partie intégrante des politiques nationale et régionale d’aménagement du territoire, un PNR doit contribuer à définir et orienter les projets d’aménagement menés sur son territoire, dans le respect de l’environnement.
Pour le chercheur indépendant Jean-Christophe Mathias « les PNR ont tendance à devenir de simples outils d'aménagement du territoire, oubliant leur dimension naturelle », il prend comme exemple le projet de PNR de la Brie et des deux Morin en Seine-et-Marne, qui comprend des communes de très fort développement économique incompatibles avec « une véritable cohérence territoriale », préconisée par le préfet de région.

### Développement économique et social
Le développement économique et social fait partie des missions des parcs naturels régionaux.
Pour augmenter la notoriété de produits locaux et indiquer leur respect de l'environnement les PNR peuvent apposer une marque :

#### Marque «Valeurs Parc naturel régional»

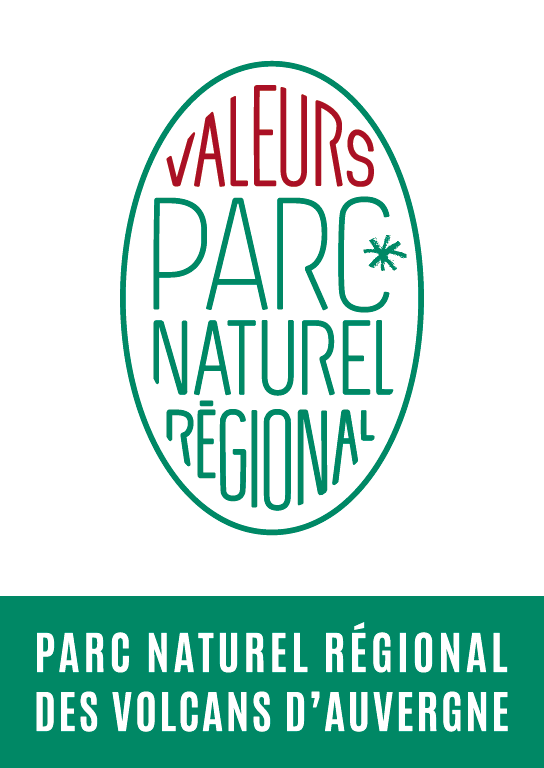
Logo de la marque Valeurs Parc naturel régional des Volcans d'Auvergne.

En 2016, la marque « Valeurs Parc naturel régional » a été lancée avec l'objectif de proposer aux entreprises situées dans un parc naturel régional de s’engager dans des démarches collectives et solidaires, garantes d’effets structurants en faveur du développement durable.
Elle peut être attribuée à des produits et des services (produits agricoles ou artisanaux, prestations touristiques, savoir-faire) au profit du développement économique local.
La marque est associée à trois valeurs des parcs en traduisant des engagements des bénéficiaires envers des enjeux de leur charte sur le territoire :
- attachement au territoire : les producteurs, prestataires et artisans concernés contribuent au développement du territoire et s’attachent à faire découvrir le parc à travers leurs produits et prestations. Ils proposent des produits et des services qui valorisent le patrimoine culturel local au travers l’histoire, le bâti… ;

- forte dimension humaine : le savoir-faire, le rôle et la maîtrise de l’homme sont primordiaux dans le processus de fabrication, les professionnels font partager leur passion et ils s’appuient sur une solidarité entretenue au sein du territoire ;

- respect de l’environnement et contribue au renforcement de sa richesse : les producteurs s’attachent à préserver les milieux naturels, la faune, la flore. De plus, ils s’impliquent dans le maintien de la qualité des paysages spécifiques au territoire de chacun des parcs.

### Accueil, éducation et information
Il favorise le contact avec la nature, sensibilise ses habitants aux problèmes de l’environnement, incite ses visiteurs à la découverte de son territoire à travers des activités éducatives, culturelles et touristiques.

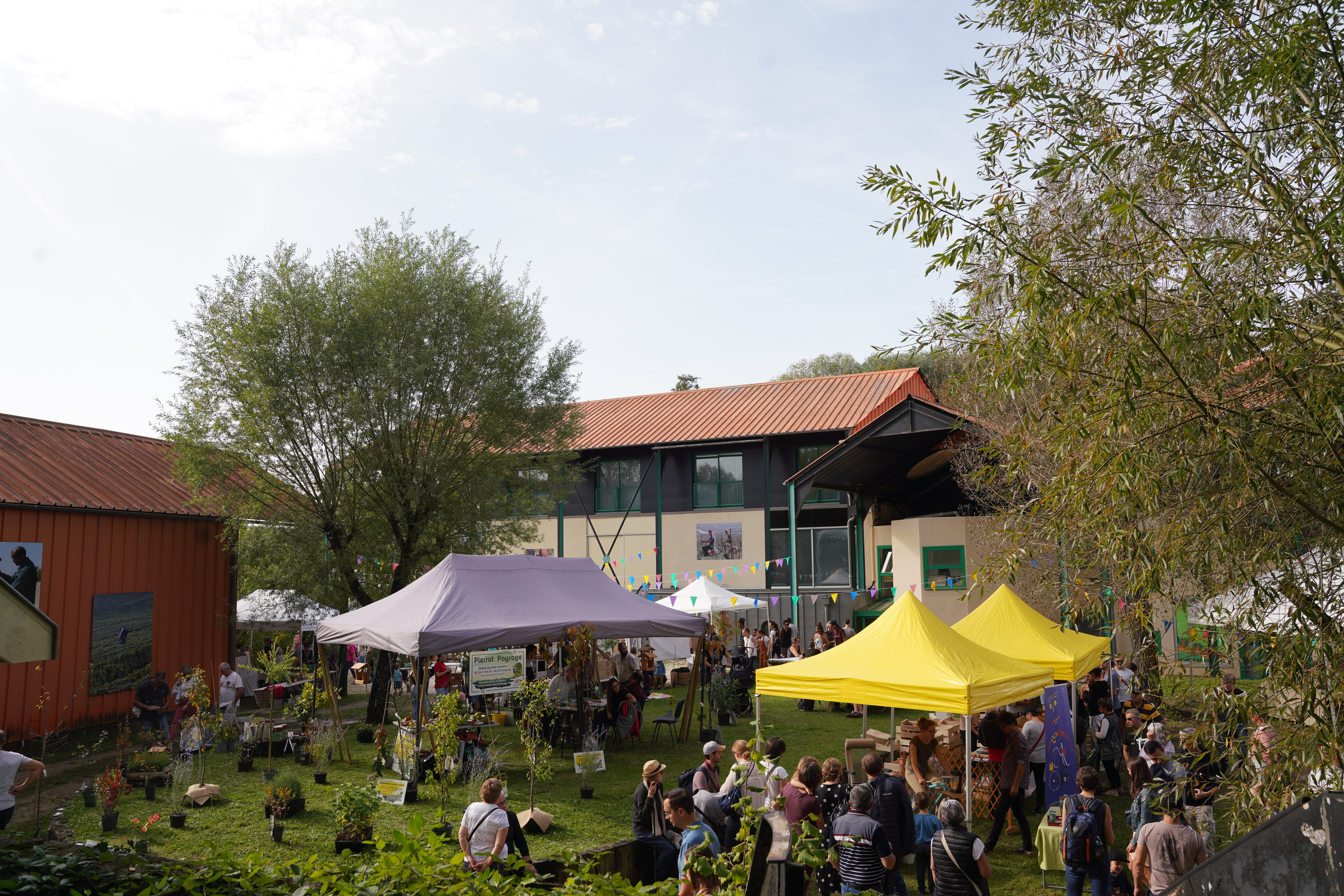
Fête du parc, PNR de la Montagne de Reims ;
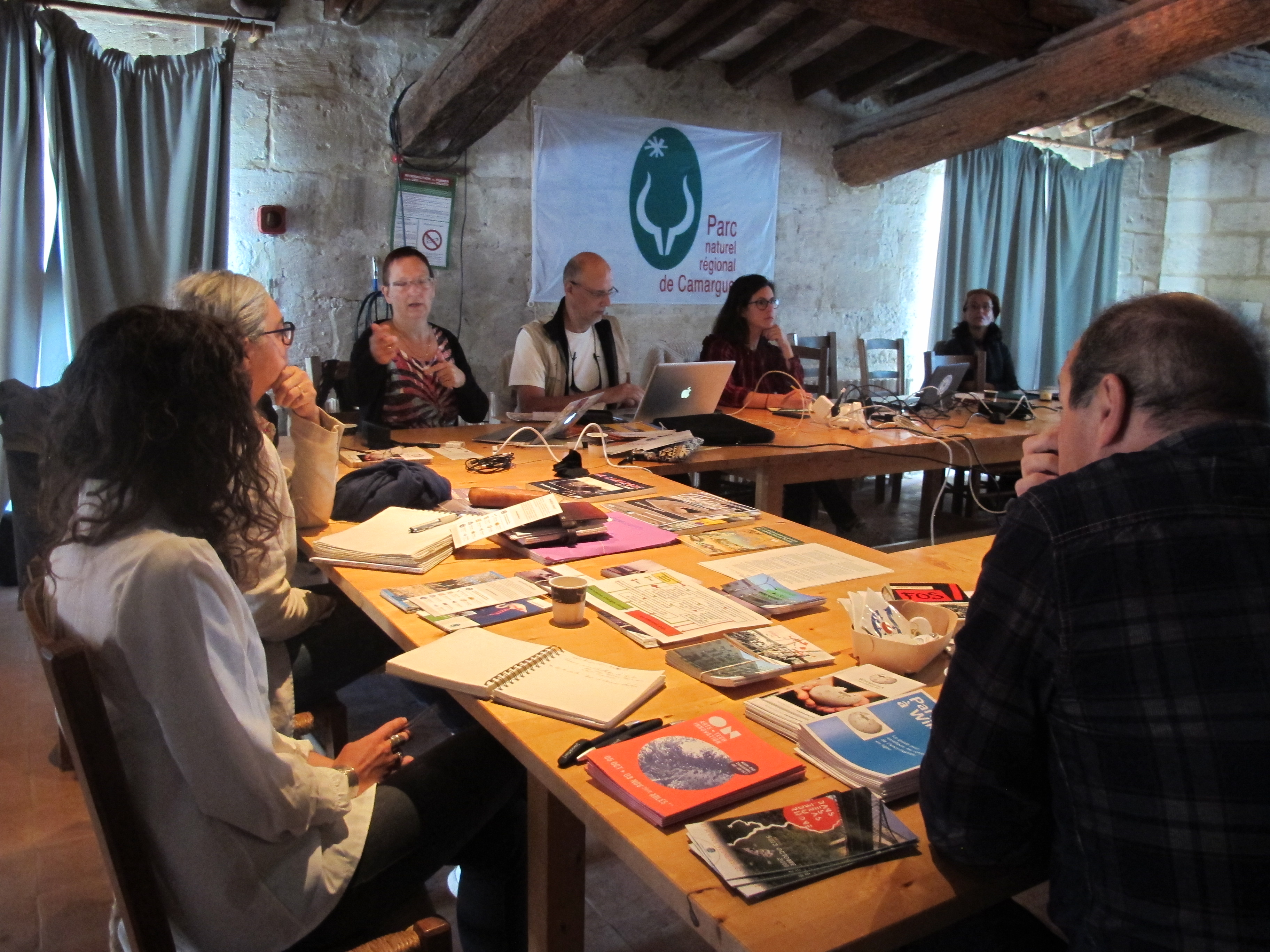
Edit-a-thon au PNR de Camargue ;
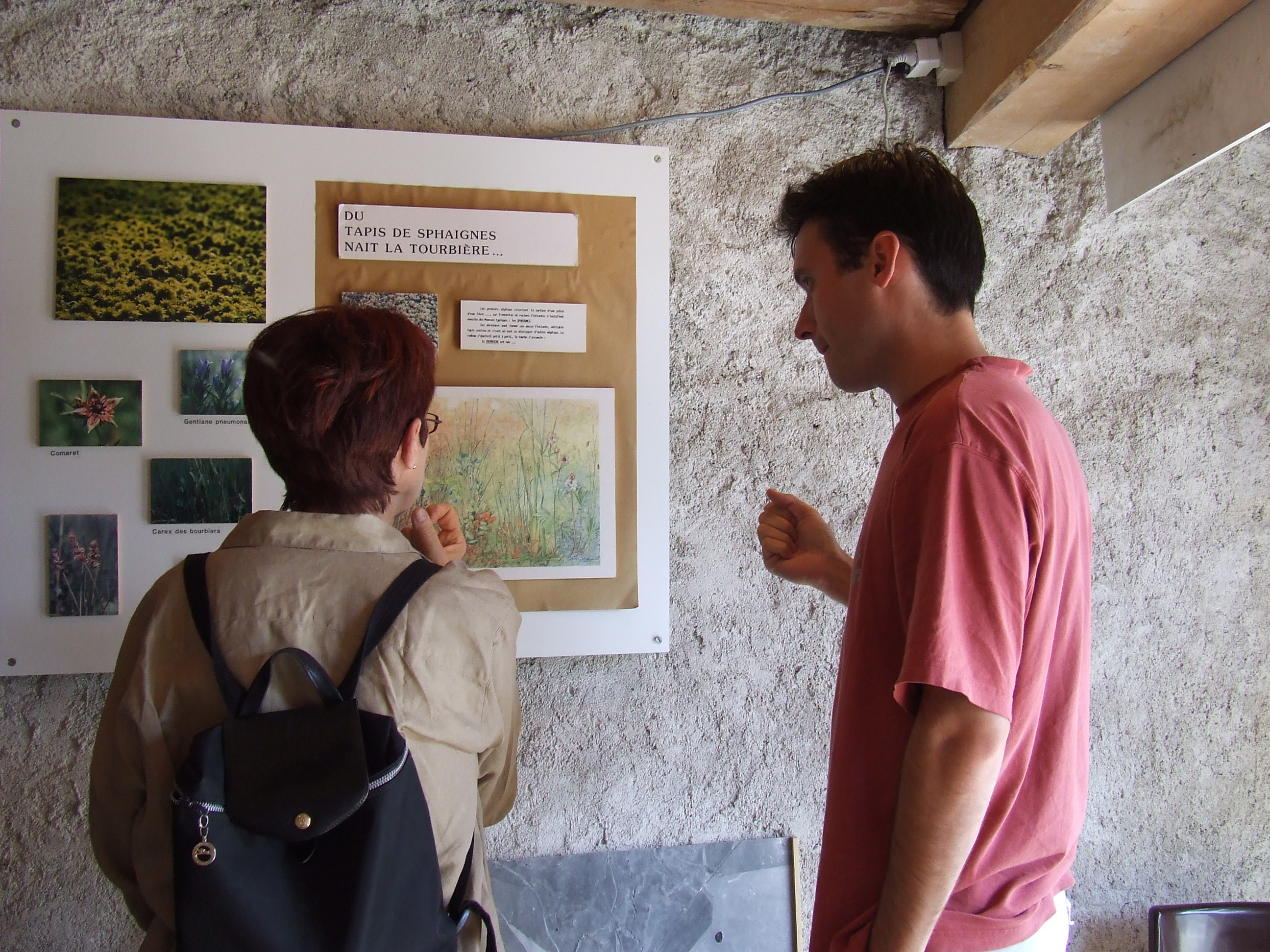
Accueil des visiteurs à la RNN des Sagnes de La Godivelle, administrée par le PNR des Volcans d'Auvergne.

### Expérimentation et recherche
Il contribue à des programmes de recherche et a pour mission d’initier des procédures nouvelles et des méthodes d’actions qui peuvent être reprises sur tout autre territoire, au niveau national mais aussi international.

## Fédération
La Fédération des parcs naturels régionaux de France est le porte-parole des parcs naturels régionaux.

### Missions
Association loi de 1901, la Fédération des parcs naturels régionaux de France se fixe divers objectifs tant sur le plan national qu’international :
- contribuer à la définition et au déploiement de la politique en faveur des espaces ruraux français ;
- être le porte-parole des parcs naturels régionaux auprès des instances nationales et internationales pour défendre leurs intérêts ;
- communiquer sur l’éthique des parcs naturels régionaux et leurs actions.

La Fédération peut être amenée à vérifier le projet porté par un parc afin qu’il puisse s’insérer avec d’autres projets territoriaux pouvant exister sur place. Il en va de même pour la prise en compte de ce projet dans les procédures territoriales de planification (schémas territoriaux, documents d'urbanisme) ou de contractualisation (contrats de parcs).
Dans le cadre de ses politiques éducatives et culturelles, la Fédération peut évaluer la capacité d’un parc à conduire son projet de manière participative.

#### Consultation de la Fédération sur les nouveaux projets de PNR
Le Bureau de la Fédération peut être consulté pour avis sur l'opportunité d'un périmètre de parc, sur un avant-projet de charte. Toutefois, son avis est obligatoire lorsqu'il s'agit d'un projet final de charte, dernière étape avant qu’elle ne soit approuvée par l'État.
La Fédération vise ainsi à :
- veiller à ce que la charte soit conforme aux exigences des critères de classement et qu’elle exprime des engagements précis de la part des signataires ;
- confirmer le choix de l’emprise du parc au vu d’éventuels autres projets pouvant exister ;
- s’assurer que le projet soutenu par un parc n’est pas hors de sa portée.

### Travail en réseau

#### Évaluations
L’ensemble des parcs constitue un réseau dans lequel la Fédération diffuse une culture et une méthodologie commune concernant l'évaluation du respect de la charte. Par ailleurs, des formations thématiques sont organisées que ce soit dans les parcs individuellement, ou en inter-parcs.
La Fédération met en place des audits pour identifier des descripteurs territoriaux pouvant être communs à tous les parcs, afin de proposer à terme des indicateurs sur les effets des chartes.

#### Projets de territoire
L'amélioration des relations entre parcs et les acteurs locaux est une orientation stratégique majeure pour l’avenir des parcs. Plusieurs axes de coopération se dégagent comme :
- développement de formations communes aux techniciens du parc, des communautés de communes et des Pays ;
- réflexions sur la cohabitation zones rurales / zones urbaines (31 parcs ont un territoire commun ou sont limitrophes d’une grande agglomération) ;
- réponses à apporter à la pression résidentielle.

#### Action éducative
Les circulaires du ministère de l’Éducation nationale traitant de la place de l’environnement dans les programmes scolaires soutiennent un travail de capitalisation des expériences avec les collèges et lycées mais aussi avec les établissements agricoles où des partenariats sont développés.
Un guide intitulé « À l’école du Parc » destiné aux enseignants du primaire a été édité et le développement des échanges de classes inter-parcs est dans l’air du temps.

#### Congrès
Le Congrès rassemble, tous les deux ans, dans un parc différent les élus, partenaires et techniciens régionaux et nationaux des parcs et de la Fédération. Au total, huit cents à mille personnes travaillent ainsi durant trois jours autour d’un thème d’actualité et prospectif.